# 朱熹
朱熹（1130年10月18日—1200年4月23日），字元晦，一字仲晦，齋號晦庵、考亭，晚称晦翁，又称紫陽先生、紫陽夫子、沧州病叟、云谷老人，行五十二，小名沋郎，小字季延，諡文，又稱朱文公，籍貫江南东路徽州婺源縣（今江西省上饒市婺源縣），出生於福建路南劍州尤溪縣（今福建省三明市尤溪縣），南宋理学家，程朱理学集大成者，學者尊称朱子。
朱熹家境貧窮但自幼聰穎，紹興十八年（1148年）中進士，年僅十九歲，歷高宗、孝宗、光宗、寧宗四朝。於建陽雲谷結草堂名「晦庵」，在此講學，宋理宗賜名「考亭書院」，故世稱「考亭學派」，又因朱熹別號「紫陽」，故世稱「紫陽學派」。朱熹是程顥、程頤的三傳弟子李侗的學生，承北宋周敦頤與二程學說，創立宋代研究哲理的學風，稱為理學。其著作甚多，輯定《大學》、《中庸》、《論語》、《孟子》為四書作為教本，也成為後代科舉應試的科目，在中國大陸，有專家認為他確立了完整的客觀唯心主義體系。

## 家世

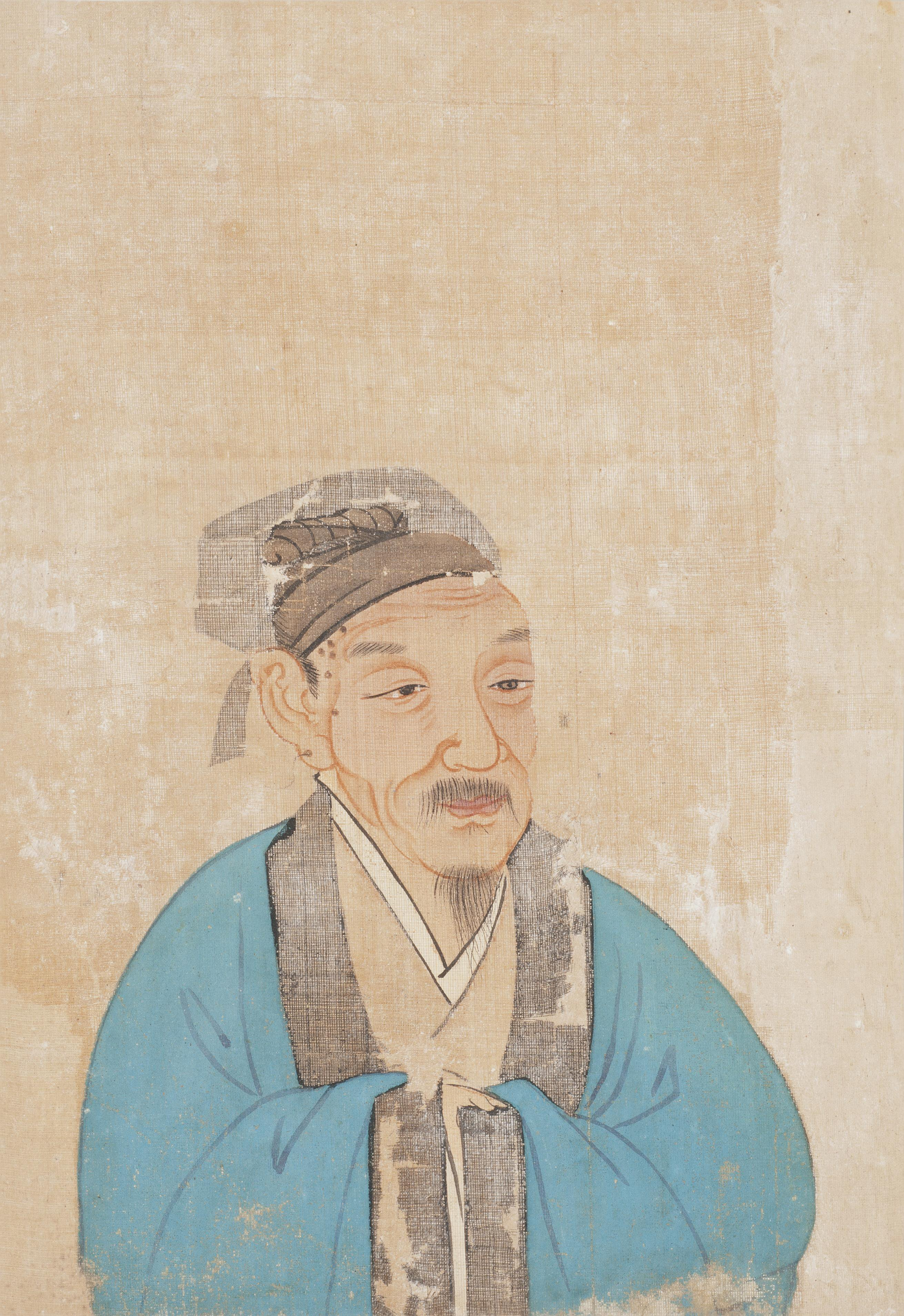
朱熹像

朱熹係紫陽朱氏朱瓌（音同“归”，亦作朱瑰，五代十国时期婺源茶院府君）九世孫，与凤阳朱氏同宗，皆为唐太宗大臣兼史学家朱敬则公之后裔。原籍徽州婺源縣（本屬安徽，1952年改隸江西）。

## 出生

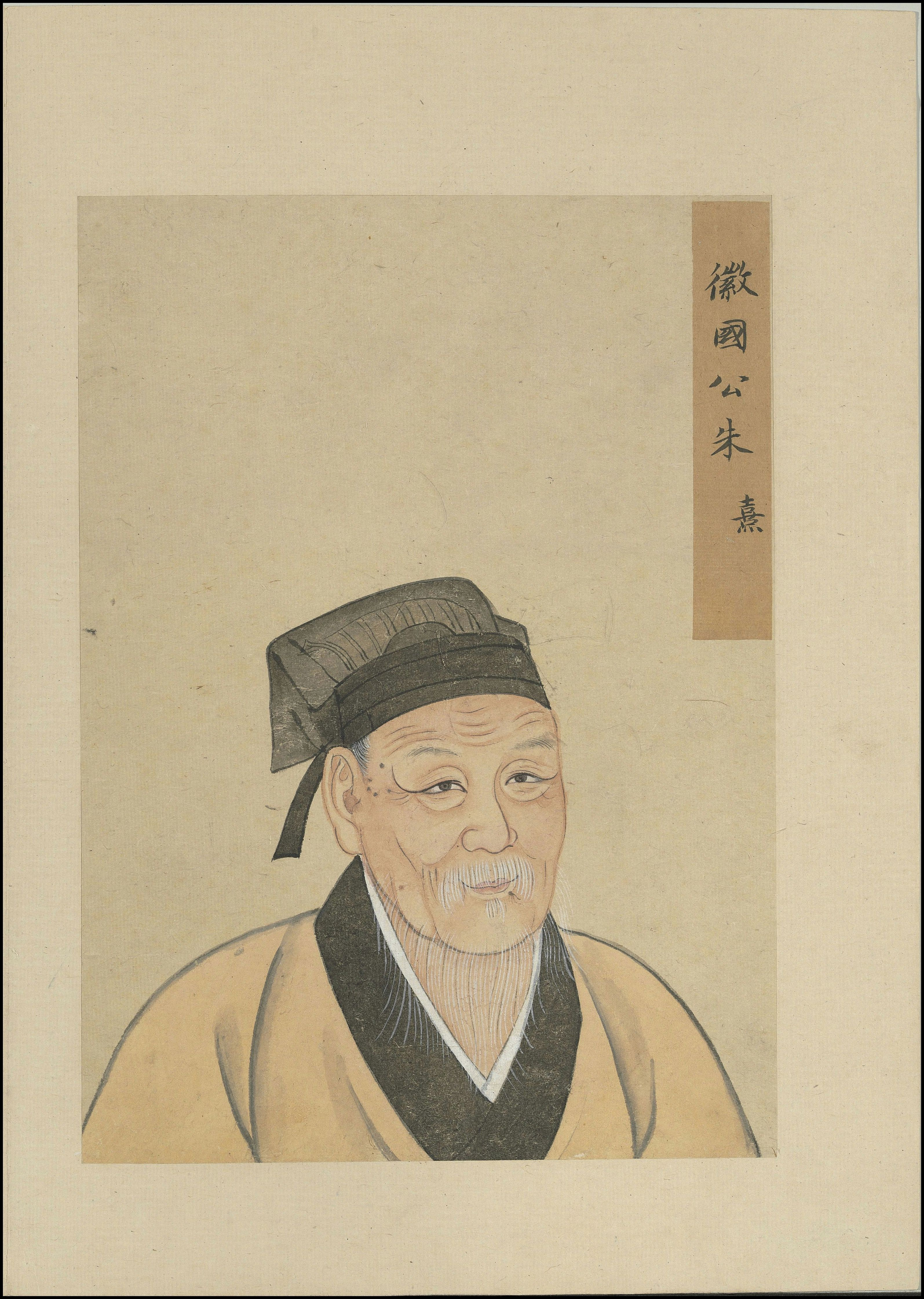
《至聖先賢半身像》朱熹

朱熹於宋高宗建炎四年九月十五日（1130年10月18日）午時出生於福建路南劍州尤溪縣的鄭氏草堂（即“南溪書院”）。
五歲入小學，誦《孝經》，十八歲舉建州鄉貢，十九歲登王佐榜進士，紹興十九年十月以煥章閣待制兼侍講，紹興二十年（1149年）春，回鄉省墓，並贖回質田百畝，充作茶院朱氏的祭田，二十二歲授左迪功郎，初任泉州同安縣主簿，為官四十八年中，先後任地方官二十七年，到朝廷任侍講官四十天，官至直寶文閣待制，封婺源開國男，食邑三百戶，兼秘閣修撰等職。

## 家庭
- 曾祖父：朱絢
- 曾祖母：汪氏
- 祖父：朱森
- 祖母：程氏，歙縣槐塘人程翔之女，程中立孫女
- 外祖父︰祝確
- 外祖母︰喻氏，祝確同里
- 父：朱松（1097－1143年），政和八年（1118年）中進士，任政和縣、尤溪縣縣尉、晉江縣石井鎮鎮監。卒於建州，葬崇安縣。
- 母：祝五娘
- 妹：朱心，嫁給右迪功郎長汀縣主簿劉子翔為夫人，生有二子二女。朱熹著文《祭劉氏妹》悼念其胞妹。
- 叔父：朱檉

### 子女
元配︰劉清（四娘）
- 子三人。
  - 長子朱塾，娶潘景憲長女（潘景憲乃呂祖謙女呂華年之夫潘景良親兄[8]），長朱鎮，次朱鑑。朱塾有女嫁宗室趙師夏（浙江黃岩人）。朱鑑子朱浚為宋理宗女婿，趙氏郡主生朱林、朱彬。朱塾繼娶黃氏黃府之女，黃徹孫女，陳良瀚外孫女（陳良瀚女兒陳廣誼所生、陳正獻外甥女）[9]
  - 次子朱埜，娶五夫里劉復之女，生四子，朱鉅、朱銓、朱鐸、朱銍
  - 三子朱在，先娶呂祖謙妹，婿鄭宗亮；繼娶浙江黃岩趙氏（黃岩趙氏是宗室，可能是趙師夏族人），婿黃慶臣；再娶古杭方氏，生朱鉉、朱欽、朱鑄、朱鉛，四子皆方出，婿李公玉。
- 女五人。
  - 長女朱巽，嫁崇安五夫里劉子翬侄孫劉學古，即劉玶之子，范如圭之外孫，生子劉席。
  - 次女朱兌，嫁朱門四大傳人之一的閩縣人黃榦。
  - 三女朱巳，聰慧美麗，受家庭熏陶，擅長書法音律，原定嫁趙師淵之弟，即趙師夏兄弟，卻天不留人，紅顏薄命，十五歲時因病而亡，葬在建陽大林谷母親的墓旁，終日與母親作伴。
  - 四女朱癸，嫁朱熹弟子建陽人范念德之子范元裕。
  - 五女朱未，幼年夭折。
- 孫婿。
  - （長子之婿）趙師夏
  - （三子之婿）鄭宗亮、黄慶臣、李公玉
  - 其他孫婿︰葉韜甫、周巽亨、黃輅、趙師若（宗室）

可見朱熹和宋室關係頗不錯的，最少朱家就和四個趙氏宗室聯姻，雖然其中一個因朱巳早逝婚事作罷。

## 死後哀榮

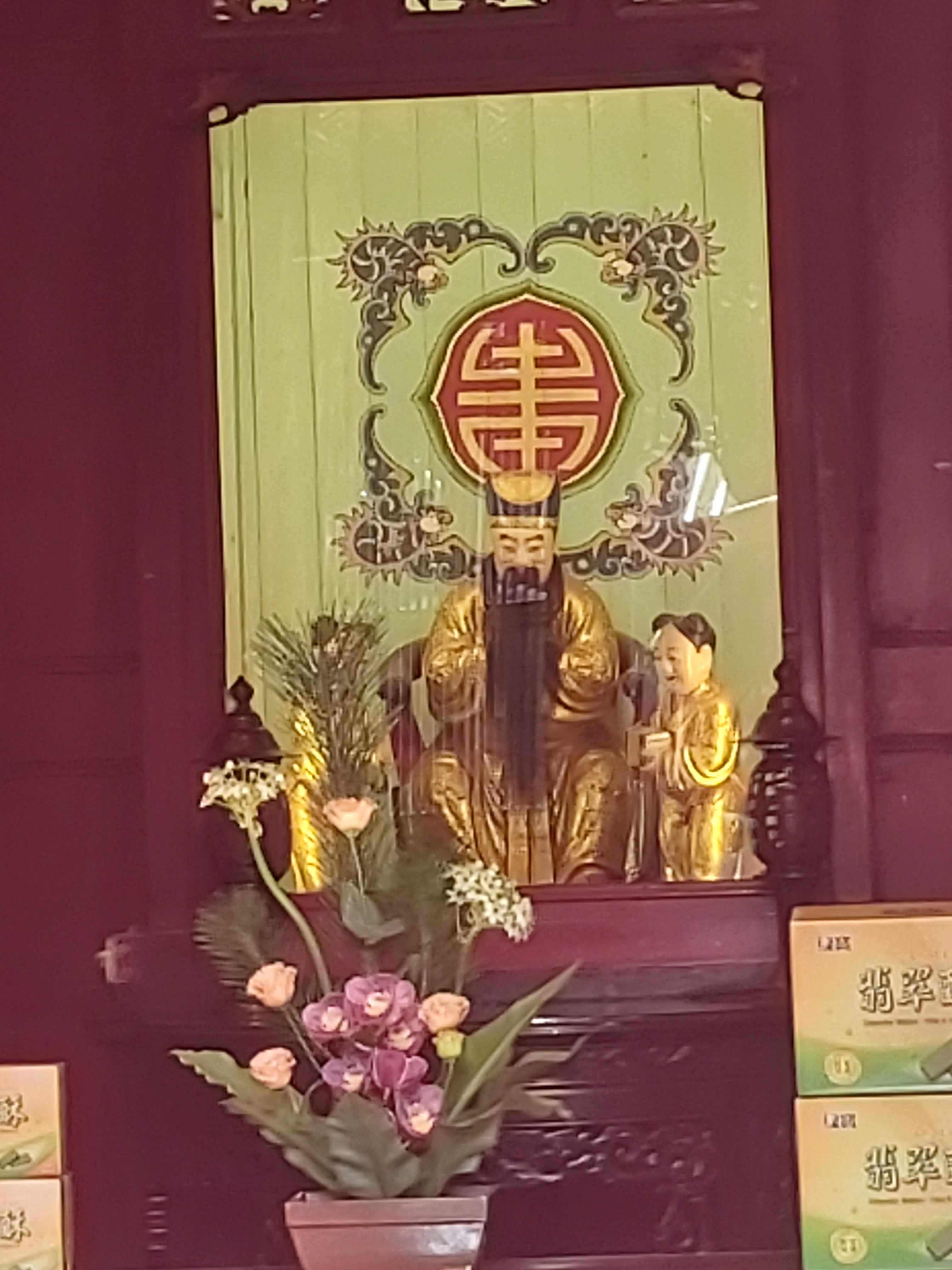
臺北市艋舺龍山寺後殿文昌帝君殿配祀供奉的紫陽夫子神像，反映出台灣民間信仰對大儒朱熹的崇拜。

宋寧宗慶元元年（1195年），外戚韓侂胄糾黨擊倒丞相趙汝愚。朱熹等被指斥是趙汝愚的朋黨，被貶。朝廷將道學與朱熹等提倡者斥責為「偽學逆黨」，一律罷官、除名、流放，終生不得出仕，史稱慶元黨禁。朱熹人生最後歲月活在死亡陰影之下，自言「某今頭常如黏在頸上。」
慶元六年三月初九日（1200年4月23日）午時，朱熹病逝於建陽考亭之滄州精舍內，享壽六十九歲。嘉定二年（1209年）詔賜諡曰“文”（後世稱為朱文公）。宝庆三年（1227年）正月己巳，宋理宗下诏：“朕觀朱熹集註大學、論語、孟子、中庸，發揮聖賢蘊奧，有補治道。朕勵志講學，緬懷典刑，可特贈熹太師，追封信國公。”後改封徽國公，從祀孔子廟。
明朝通稱先儒朱子，崇禎十五年因詔位居七十二子之下，漢唐諸儒之前，特稱大賢朱子，清康熙五十一年詔升大成殿配享位列孔門十哲之次。
徽州婺源县城建有文公庙（文公阙里）祭祀朱熹。文化大革命中被拆，2018年重建。
徽州篁墩村（今属安徽省黄山市屯溪区屯光镇）曾建有程朱三夫子祠和程朱阙里坊，已毁于文化大革命。2019年，篁墩村挖掘出已埋在地下51年的大量石牌坊构件，包括镌刻有“洛闽溯本”、“朱熹”、“程颐”、“程颢”等字的构件残体。

## 學術和思想
朱熹為官僅十餘年，從事教學五十餘年。他考場得意甚早，壽命又長，因此能一生專心儒學，致力於辦書院、講學，朱熹瞭解教育對思想普及的效力，故能成為程顥、程頤之後儒學的重要人物。在經學、史學、文學乃至自然科學的訓詁考證、注釋整理上都有較大成就。
朱熹曾在嶽麓書院講學，使書院被譽為“瀟湘洙泗”；在主江西南康軍時，還修復白鹿洞書院，且為之擬訂《白鹿洞書院教條》，並邀請了呂祖謙、陸九淵等學者講學。朱熹把《大學》重新整理，認為“經一章蓋孔子之言，而曾子述之；其傳十章，則曾子之意而門人記之也。”
將《論語》跟《孟子》，以及《禮記》一書中的兩篇《大學》、《中庸》，合訂為一部書，定名《四書》。《四書》遂與《五經》合稱為《四書五經》，宋朝以後《四書》的地位逐漸超越傳統儒家的《五經》。
朱熹發揚《大學》中的「格物、致知、誠意、正心、修身、齊家、治國、平天下」的思想，成為後世學者必宗的追求。明代學者薛瑄說：“自考亭以還，斯道已大明，無煩著作，直須躬行耳。”清代理學家陸隴其更以朱熹的是非為是非，認為“宗朱子者為正學，不宗朱子者即非正學。……今有不宗朱子之學者，亦當絕其道，勿使並進”。

### 理學

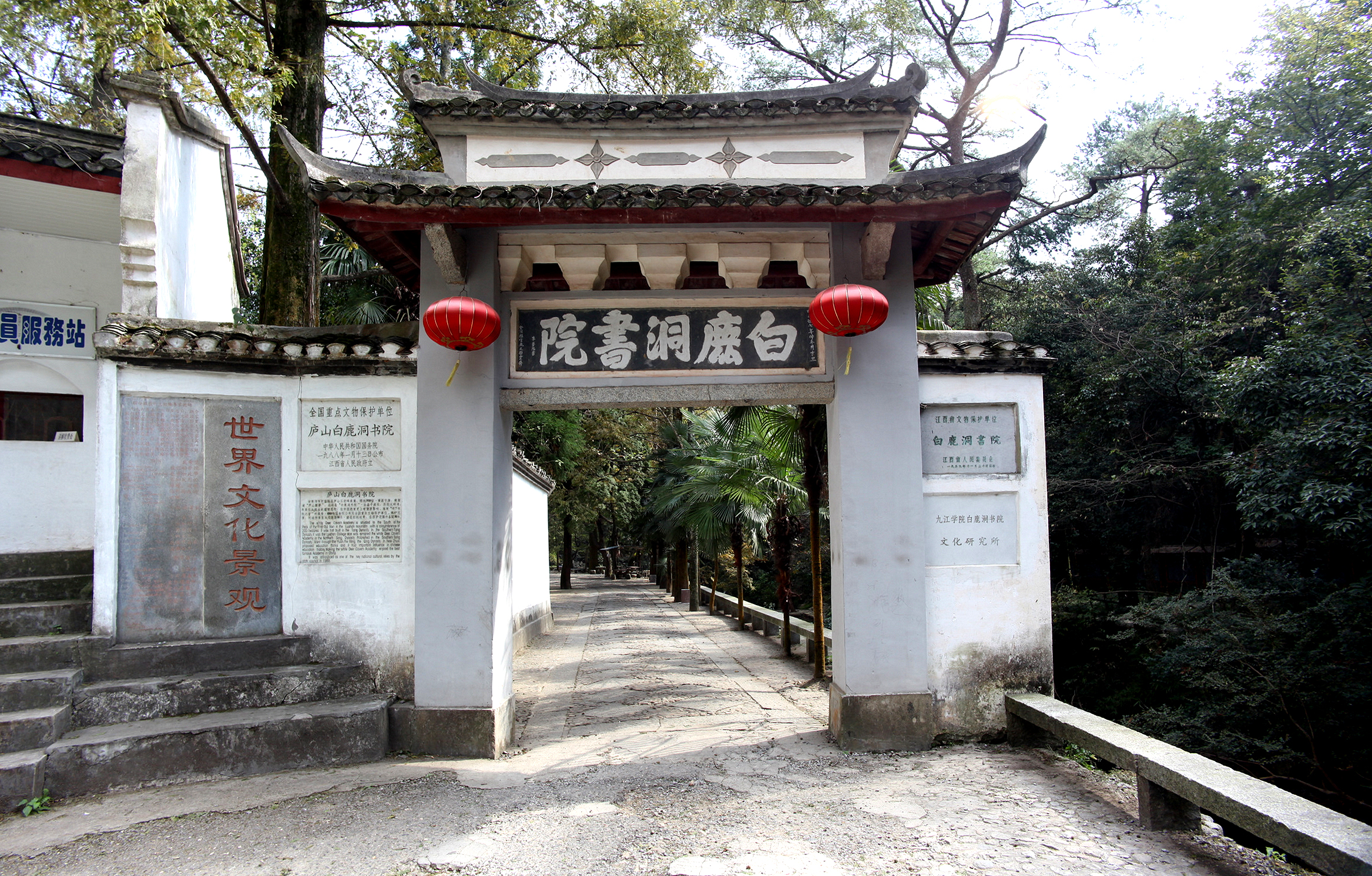
江西廬山白鹿洞書院

朱熹哲學發展了程頤等人的思想，集理學之大成，在朱熹看來，“存天理、滅人欲”是儒學的精髓之所在。他說“聖賢千言萬語，只是教人明天理、滅人欲。”朱熹還建立唯心論的「理氣二元論」，其中「理」是自然運作的法則，「氣」是萬物構成的要素，“理”、“氣”不相離，但“理在先，氣在後”，“理”是物質世界的基礎和根源。朱熹還认为，道的价值内涵是“三纲五常”，只有达到仁者境界，将儒家价值化为自己真實的精神支柱，才算得道。
朱子從程伊川（即程頤）對理的說明而肯定“性即理”的理論，“伊川性即理也，自孔孟後無人見得到此，亦是從古無人敢如此道。”“性者，人所受之天理”“性只是理，萬理之總名。此理亦只是天地間公共之理，稟得來便為我所有。”《中庸》說“天命之謂性”。人性來自天命，朱熹以為天命是自然的天理，人依天理，生而有此人性。朱子認為人類是宇宙萬物中最優秀存在，具備了最精萃的「理」。在朱學中把理稱為人類與生俱來的「性」，更正確的說法是「本然之性」。人性乃是天地之理賦於人，在天原間稱為理，人所稟受的理稱為性，人類雖是萬物之靈，卻與宇宙萬物相同，其形體皆由「氣」構成，在感情和慾望的驅使下完全不能自由。受制於「氣」的性質即是「氣質之性」。人類與全身皆「本然之性」的聖人不同，並非是天生的性「善」。朱子亦有不同意伊川意見，“伊川說《易》亦有不分曉處甚多。如‘益之，用凶事’，說作凶荒之‘凶’，直指刺史郡守而言。在當時未見有這守令，恐難以此說。”
朱熹晚年受到韓侂胄排斥，以為“朱熹迂腐，不識時務，不宜再用”，宋寧宗慶元二年（1196年）監察禦史沈繼祖彈劾朱熹：“又誘引尼姑二人以為寵妾，每之官則與偕行，謂其能修身，可乎？塚婦不夫而自孕，諸子盜牛而宰殺之，謂其能齊家，可乎？”慶元四年（1198年）其學說被視為“偽學”，遭到禁止，規定凡是“偽學”中人，一律不能做官。

#### 官方哲學
後來，朱熹理學成為官方哲學，蒙元皇慶二年（1313年）復科舉，詔定以朱熹《四書集注》試士子（讀書人），朱學定為科場程式。
在明清兩代被列為儒學正宗。明太祖洪武二年（1369年）科舉以朱熹等“傳注為宗”。清代康熙帝宣揚理學“皆明白精確，歸於大中至正”，使得“學者無敢疵議”。康熙五十一年以“朱熹升配大成殿東序為十一哲”，以茲表彰。乾隆五年（1740年）下詔說，程朱之學“得孔孟之心傳……循之則為君子，悖之則為小人；為國家者由之則治，失之則亂，實有裨于化民成俗，修己治人之要。”
在中國儒學史上，朱熹理學的作用和影響力僅次於孔子。朱理學還傳到了朝鮮，再傳入日本，德川幕府初期，藤原惺窩就桂庵玄樹弟子文之玄昌學朱子學，頗有成就。

### 自然科學

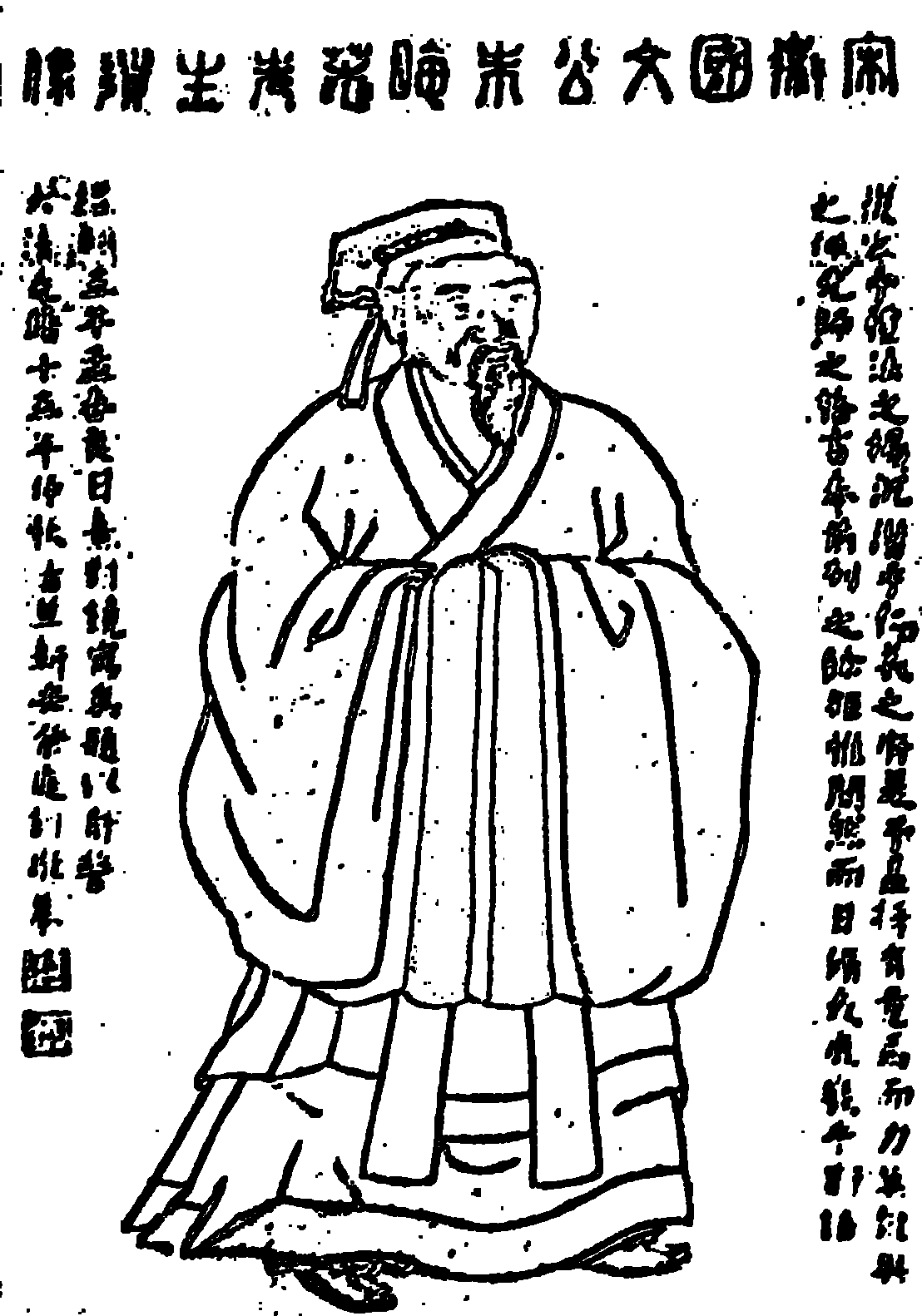
清代的朱熹像

胡道靜先生稱，“朱熹是歷史上一位有相當成就的自然科學家。”李約瑟對朱熹在自然科學方面的工作和成就也相當肯定。他說：“朱熹是一位深入觀察各種自然現象的人。”並對朱熹在解釋雪花何以呈六角形時將雪花與太陰玄精石的比較予以高度評價，稱之“預示了後來播雲技術的發展”。李約瑟還認為“朱熹是第一個辨認出化石的人”，比西方早出四百多年。
即便如此，缺乏數學訓練的朱熹正如黃仁宇所言：“如是理學家或道學家所談及的很多事物（抽象之事與具體之物混為一談），只能美術化的彼此印證，不能用數目字證明。”“其結果則有如李約瑟之所說，朱熹在沒有產生一個牛頓型的宇宙觀之前，先已產生了一個愛因斯坦型的宇宙觀。”許多學者認為中國古代自然觀特別是陰陽五行學說妨礙科學的進步。中國自然哲學家在解釋現象時，往往求助這種自然哲學，例如：電被解釋為，“陰陽相激為電”；地震被認為是“陽伏而不能出，陰迫而不能蒸”。於是經驗主義和神秘主義的極端形式，貫穿整個古代中國科學理論體系。

## 宗教信仰
朱熹早年對佛教甚感興趣，時常禮佛，研修佛學，遇到李侗後，則盡棄佛學，回歸儒家。朱熹崇拜孔子，常常祭孔，一生功業大事，每次到任離任，都會祭孔稟告，此外也奉拜伏羲。朱熹相信祈禱可以感應上天，曾多次禱雨，甚至設醮祈禳，認為禱雨無效，是因為不夠誠心。
成年後，朱熹堅決排佛，視作異端，痛加抨擊。他覺得佛教有傷風化，不贊同佛教喪葬儀式，堅決反對火葬。在漳州任官時，曾禁止婦女出家，不許寺院日夜聚集信眾，也禁止以祈福為名歛財。但是他日常則亦與僧人交往，吟詩酬唱，沒有門戶之見。
朱熹相信鬼神存在，但平常不肯進入廟宇，認為不合義理。朱子也請人看風水，但不迷信，也用《易經》占卜求筮。1195年，朱熹曾撰萬言奏疏，聲援被貶的趙汝愚，弟子極力勸阻，以免得罪韓侂冑，結果朱熹依照了占卜結果，放棄上書。

## 評價

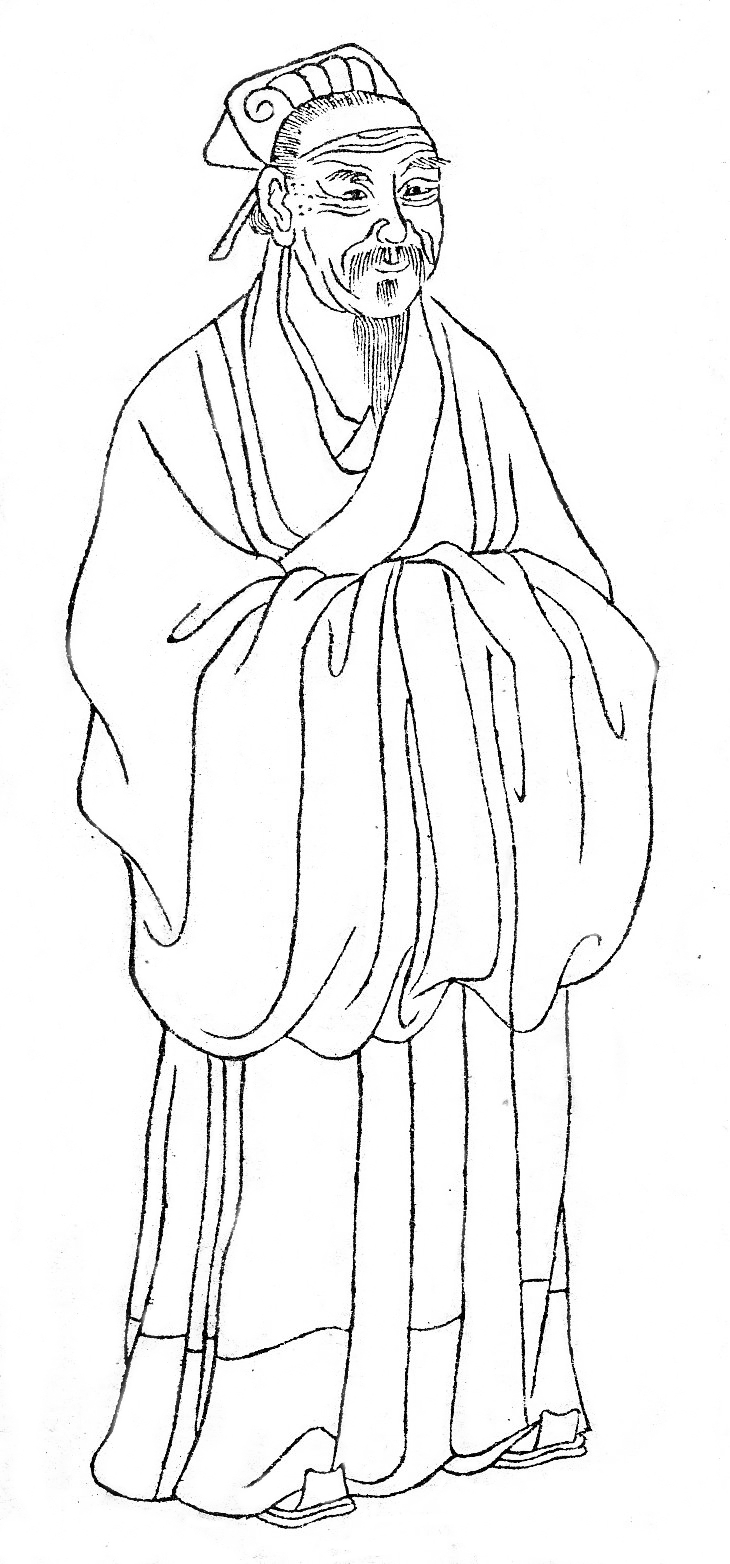
朱熹像，載於《晩笑堂竹莊畫傳》

雖然朱熹在學術上被提升到如此崇高的地位，但朱熹一生，毀譽不一。野史裡更有一些他令人非議的事蹟。
黃榦《朱子行狀》曰：“紹道統、立人極，為萬世宗師。”他還總結曰：“繼往聖將微之緒，啟前賢未發之機，辨諸儒之得失，辟異端之論謬，明天理，正人心，事業之大，又孰有加於此者。”又曰：“自周以來，任傳道之意，得統之正者不過數人。而能使斯道章章較著者，一二人而止耳。由孔子而後，曾子、子思日繼其微，至孟子而始著。由孟子而後，周、程、張子繼其絕，至先生而始著。”
全祖望稱朱子學“致廣大，盡精微，綜羅百代矣。江西之學，浙東永嘉之學，非不岸然，而終不能諱其偏。”
青年时代的毛澤東讀朱熹《朱子語類》、《四書集注》時批註說：“貫通大本大源”，“聖人通達天地，明貫過去現在未來，洞悉三界現象”。
錢穆尊崇朱子，始終如一，晚年撰百萬言《朱子新學案》，開宗明義即謂：「在中國歷史上，前古有孔子，近古有朱子，此兩人皆在中國學術思想史及中國文化史上，發出莫大聲光，留下莫大影響。瞻觀全史，恐無第三人可與倫比。」
徐渭在《評朱子論東坡文》中指責朱熹“只是要人說他是個聖人，並無一些破綻，所以做別人者人人不中他意，世間事事不稱他心，無過中比求有過……”
明代小說《二刻拍案驚奇》 硬勘案大儒爭閒氣 甘受刑俠女著芳名篇，稱宋淳熙壬寅（1182年），朱熹於七月十九日至九月，先後六次給宋孝宗皇帝上奏狀，彈劾唐仲友，且逮捕官妓嚴蕊，試圖屈打成招，「兩月之間，一再杖，幾死。」嚴蕊寧死不從，並道：「雖然身為賤妓，有太守有濫，罪不至死，然是非真偽，豈可妄言以誣士大夫！」後來，事件鬧到皇帝耳裡，認為是「秀才爭閑氣」，吏部尚書鄭丙亦稱朱熹「近世士大夫所謂道學者，欺世盜名，不宜信用」，將朱熹調任，此案轉由岳飛之子岳商卿處理，嚴蕊無罪開釋，除籍從良。今人多對此故事存疑。
滿清以後，反理學的態勢一度形成。顏元力反程朱的守靜與虛學，他說：朱子學術不過是「禪宗、訓詁、文字、鄉愿四者集成一種人」「如其闢佛、老，皆所自犯不覺」，“率天下入故紙中，耗盡身心氣力，做弱人病人無用人，皆晦庵（朱熹）為之也！”又指出：“朱子教人半日靜坐，半日讀書，無異於半日當和尚，半日當漢儒，試問一日十二時辰，哪一刻是堯、舜、周、孔？”又說：“終日兀坐書房中，萎惰人精神，使人筋骨皆疲軟，以至天下無不弱之書生，無不病之書生，生民之禍，未有甚於此者也。”
五四新文化運動激烈批評了程朱理學，認為是封建主義的代表，中國進步的思想障礙。回族人李陽泉宣稱朱熹於福建漳州做知府時，曾下令婦女纏足，並令之纏至極小以為「以絕淫風」。

### 野史記載
朱熹相信風水的“山環水抱”、“藏風聚氣”之說，他還提出了自己的見解：“卜其宅兆，卜其地之美惡。地之美則神靈安，其子孫盛。”朱熹的學生蔡元定，亦精於風水，二人常相互討論。朱熹父親的墳墓曾三次遷移，其母墳（葬於寒泉嶺，稱「仰天湖穴」）、妻墳、長子朱塾墳（葬於大同山，稱「龍湖穴」），自己的墳地（朱熹及其夫人合葬於黃坑九峰山，稱「風吹羅帶穴」），都是他自己親自選的。
洪邁《夷堅志》中描述，他在任提舉浙東常平茶鹽公事的時候，與當時的台州知州，也是著名學者唐仲友起了糾紛，雙方並且上奏朝廷互控。朱熹後來得知唐仲友相當欣賞當時江南一帶著名的營妓嚴蕊後，就把嚴蕊抓起來，試圖屈打成招，羅織對唐仲友不利的口供，不料嚴蕊寧死不屈，朱熹莫可奈何。這件事因為鬧得很大，使得後來朱熹和唐仲友雙雙去職。更有野史《二刻拍案驚奇》認為朱熹是為了爭奪嚴蕊不成才扯出這些風波的，這是反理學的表現。而根據今天學者束景南教授則認為唐仲友確乎有貪汙罪行，《夷堅志》中的情節很多是虛構的，但仍未有足夠證據證明嚴蕊之事純屬虛構。
事實上朱熹本人在訟案上，實有極大偏見，他給皇帝上奏書說：“凡有獄訟，必先論其尊卑、上下、長幼、親疏之分，而後聽其曲直之辭。凡以下犯上，以卑淩尊者，雖直不宥；其不直者，罪加凡人之坐。”以下犯上，以卑淩尊者，是朱熹本人難以理解的，戴震稱此為“以理殺人”。
朱熹所撰的史學著作不多，朱熹及其門人趙師淵編著《資治通鑑綱目》，共59卷。本書不能算是偉大的歷史著作，因為朱熹不過是修訂了司馬光過於主觀的正統觀，加入了濃厚的道德信念和解釋，不承認王莽政權，於三國尊蜀漢為正統。全書以綱目為體，創造了一種新的史書體裁，但是他並沒有做原始材料的收集與裁定，所以連一般歷史家所作的初步工作也沒有。
朱熹的母親為歙縣縣城人，父親朱松曾在歙縣城南紫陽山老子祠讀書，入閩任政和縣縣尉自署「紫陽書堂」，以「紫陽」名其居，朱熹亦題名其書房為「紫陽書房」。學者因而稱朱熹為「紫陽先生」，稱其學派為「紫陽學派」。
《姑蘇筆記》有載曾孫朱浚，賈似道柄國時，每有劄子稟事，必稱「浚萬拜」，時人譏刺「朱萬拜」。後元兵攻入建寧，朱浚被執不降，曰：「豈有晦翁孫而失節者乎？」遂自殺。

## 書法成就
朱熹是南宋著名理學家、思想家和教育家，自幼跟隨父親朱松及武夷三先生劉子翬、劉勉之、胡審習字，嘗學曹孟德書，後攻鍾繇楷書及顏真卿行草，一生臨池不輟，書法造詣精湛，筆墨雄贍，超逸絕倫。自古以來，傳世墨跡，雖是斷簡殘編，都被奉如至寶加以珍藏。又因其思想學說從元代開始已成為中國官方哲學，不但深刻地影響了中國的傳統思想文化，而且還遠播海外，產生巨大的影響。他思想學說的盛名，把其書法藝術的光芒掩卻了。朱熹善行、草，尤善大字，現今傳世作品以行書簡牘為主，大字墨跡很少。

### 作品

#### 手稿、卷帖
- 《周易系辭本義手稿殘卷》日本藏
- 《行草書詩劄》南京博物院藏

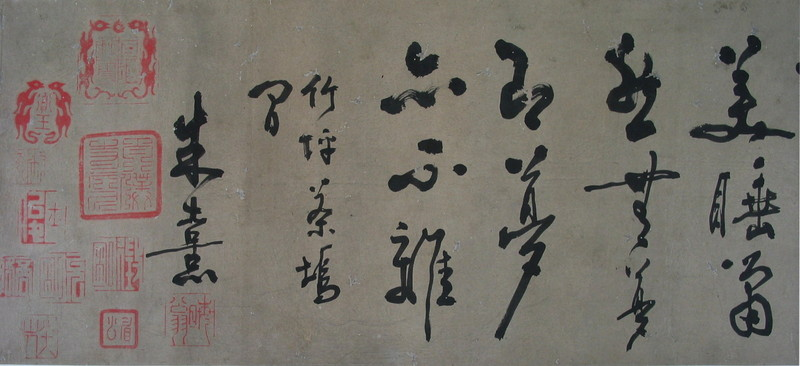
朱熹《蓬戶手卷》

- 《奉同張敬夫城南二十詠詩卷》北京故宮博物院藏
- 《嚮往帖》 臺北國立故宮博物院藏
- 《四書注稿》遼寧省博物館藏
- 《書翰文稿卷》遼寧省博物館藏
- 《論語集注殘稿》日本藏
- 《致彥修少府帖》臺北國立故宮博物院藏
- 《書易系辭冊》臺北國立故宮博物院藏
- 《贈門人彥忠彥孝同榜登第》詩冊　國內私人藏
- 《致程允夫書》遼寧省博物館藏
- 《賜書帖》北京故宮博物院藏
- 《秋深帖》臺北國立故宮博物院藏
- 《蔔築帖》日本東京國立博物館藏
- 存疑作品，被认为是伪作
  - 《千字文》
  - 《蓬戶手卷》國外私人藏，全卷包括三部份：（一）題耑。（二）朱熹行草手102字。（三）宋文天祥、明方孝孺、祝允明、海瑞和唐寅之題跋。

#### 碑刻

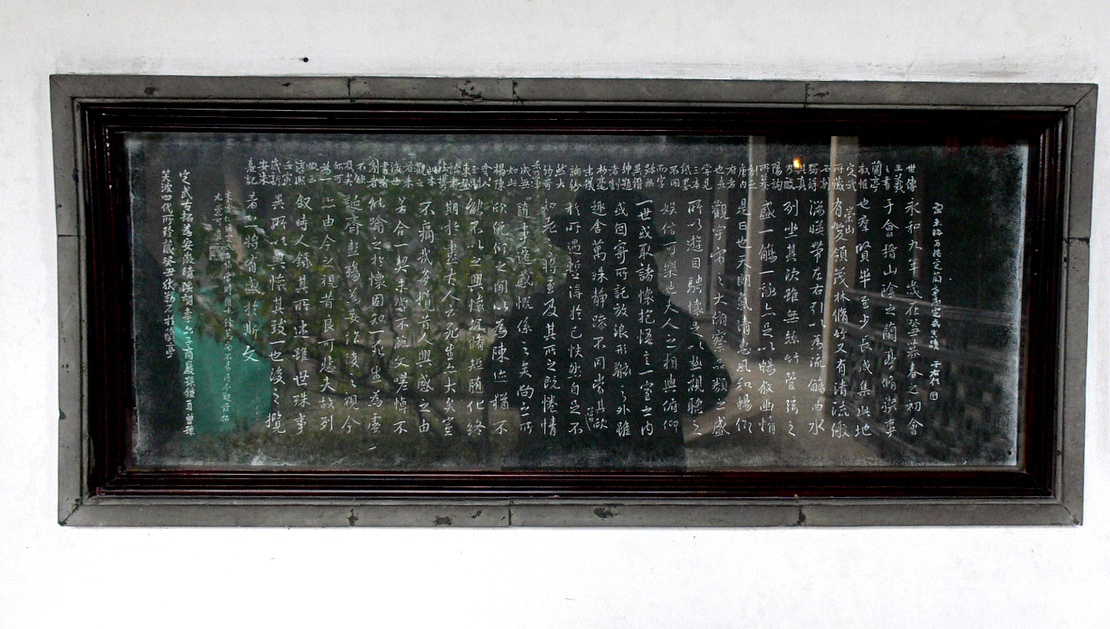
浙江绍兴兰亭——宋朱熹蘭亭集序碑

- 河北邯郸朱熹写经碑，明代以原碑拓片翻刻
- 浙江绍兴兰亭内的朱熹蘭亭集序碑

### 書法風格
朱熹的書法被譽為「漢魏風骨」及「韻度潤逸」。下筆點畫圓潤，善用中鋒，運轉沉著順暢，入筆藏鋒隱芒，絕無狂躁之跡；結構穩健典雅，行氣連貫，不刻意工整，風格灑脫自然。朱熹是儒家哲學的宗師，書法的字裏行間洋溢著文人的書卷氣，崇尚傳統法度是可以想見的。他主張「字字有法度，方是字」，但又要能「縱容衍裕而氣象超然」。也就是說，書法必要入法而又能出法，筆墨才能表現出自然的意態。 歷代名人對其書法的評價很高，也明顯地披露了他獨特的書風：
- 明陶宗儀《書史會要》

「朱子繼續道統，優入聖域，而於翰墨亦工。善行草，尤善大字，下即沉著典雅，雖片縑寸楮，人爭珍秘，不啻璠璵圭璧」。   
- 明王世貞《震澤集》

「晦翁書，筆勢迅疾，曾無意於求工，而尋其點畫波磔，無一不合書家矩矱」。   
- 陸簡題朱熹《朱子城南唱和詩帖》

「其詞皆衝口而得，字亦縱筆所書，矩度弛張，姿態逸發，雖晉唐諸名家，未易比數」。   
- 宋文天祥跋朱熹《蓬戶手卷》

「前人論書謂真卿書有忠臣骨，今觀文公之用筆斯言為不謬矣」。   
- 明祝允明跋朱熹《蓬戶手卷》

「晦昂先生精忠古節，博雅明古，為世之賢，表明千古，然對書法尤為神妙，固平生亦書無幾，故後世見者鮮矣，此卷為黃士司馬藏之久矣，後乃流落於世間，吾昔在教時僅得一見，然未及盡觀以為恨焉，今幸復見於友人齋中，足以與公之筆墨有緣也，用是書此以序其本」。　　   
- 明海瑞跋朱熹《蓬戶手卷》

「是書風流韻達，雅緻超群，實乃天然妙品」。

## 主要著作

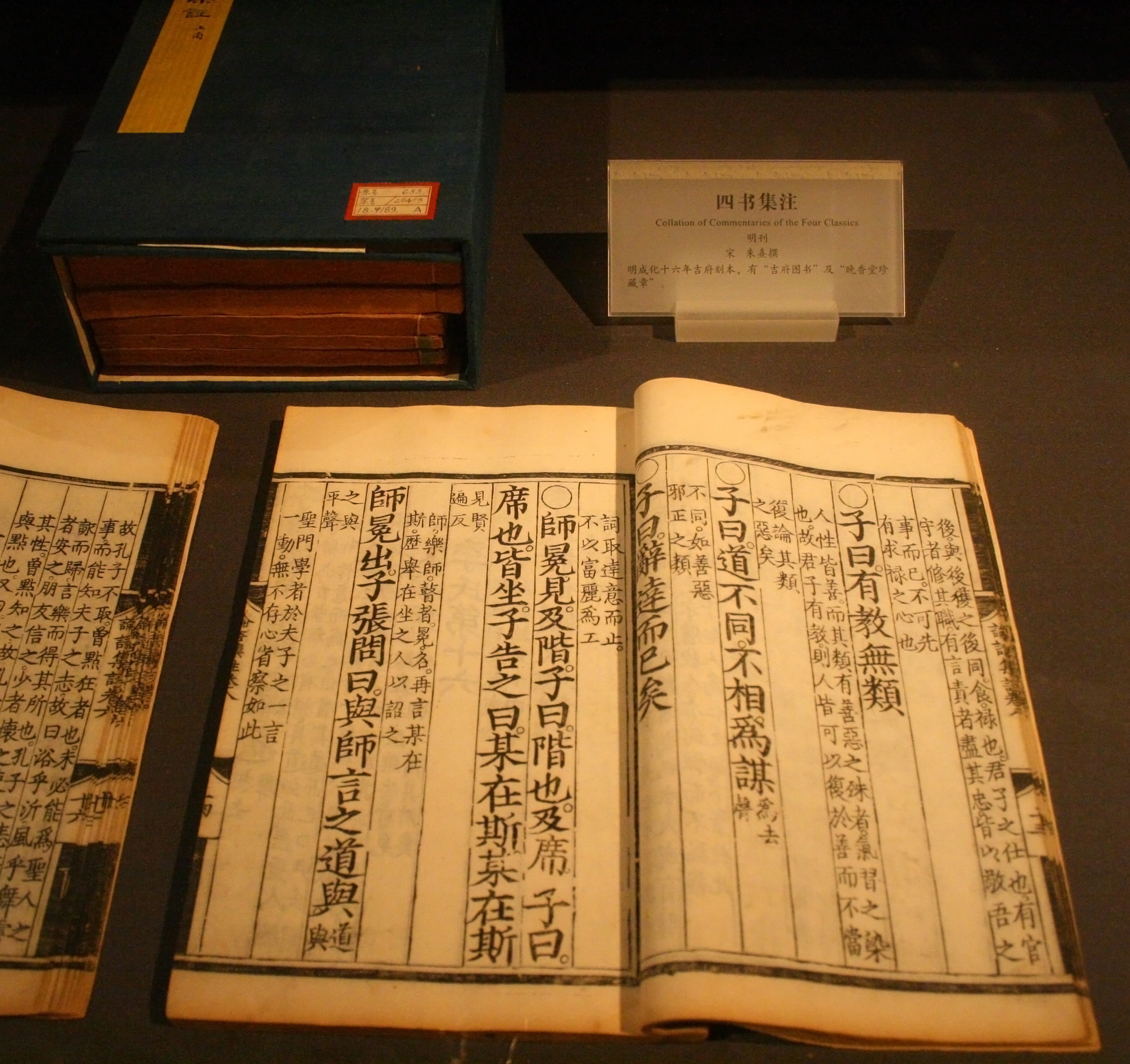
朱熹《四書集注》，明朝成化十六年吉府刻本，藏於山東博物館

朱熹的學術思想在世界文化史上，也有重要影響。朱熹的主要哲學著作有《四書集注》、《四書或問》、《太極圖說解》、《通書解》、《西銘解》、《周易本義》、《易學啟蒙》等。此外有《朱子語類》，是他與弟子們的問答；《近思錄》，是他與呂祖謙共同整理的宋明理學家著作之摘要，作為一本儒學入門書，歷代學子必讀。
朱熹是南宋最著名的理學家，開創了影響深遠的“程朱理學”體系，朱熹著述共有七八十種之多，收入《四庫全書》的有四十部，其中最著名有：
- 《近思錄》（與呂祖謙合編）
- 《四書章句集注》
- 《詩集傳》
- 《通鑑綱目》
- 《宋名臣言行錄》
- 《楚辭集注》
- 《易學啟蒙》[51]
- 《朱文公家訓》

後人集有《晦庵先生朱文公集》、《朱子語類》。

## 研究書目
- 秦家懿著，曹劍波等譯．《朱熹的宗教思想》．廈門：廈門大學出版社，2010．
- 陳榮捷．《朱子新探索》．上海：華東師範大學出版社，2007．
- 余英時．《朱熹的歷史世界：宋代士大夫政治文化的研究》．臺北：允晨文化實業股份有限公司，2003．
- （韓）金永植著，潘文國譯．《朱熹的自然哲學》．上海：華東師範大學出版社，2003．
- 束景南．《朱子大傳》，上海：商務印書館，2003；福州：福建教育出版社，1992．
- Hoyt C. Tillman（田浩）．《朱熹的思維世界》．西安：陝西師範大學出版社，2002．
- 束景南．《朱熹年譜長編》（二卷），上海：華東師範大學出版社，2001．
- 束景南．《朱熹佚文輯考》，南京：江蘇古籍出版社，1991．
- 陳榮捷．《朱學論集》．臺北：臺灣學生書局，1982．

## 外部連結
- 劉述先：朱熹的思想究竟是一元論或是二元論？（页面存档备份，存于）。
- 刘述先：朱子与儒家的精神传统 （页面存档备份，存于）。
- 刘述先：由朱熹易说检讨其思想之特质、影响与局限 （页面存档备份，存于）。
- 劉述先：朱子在宋明儒學的地位重探 （页面存档备份，存于）。
- 吳展良：聖人之書與天理的恆常性：朱子的經典詮釋之前提假設 （页面存档备份，存于）。
- 吳展良：朱子世界觀體系的基本特質 （页面存档备份，存于）。
- 吳展良：朱子之鬼神論述義 （页面存档备份，存于）。
- 翟志成：出入于形上与形下之间：朱子之理气与三心 （页面存档备份，存于）。
- 黄勇：朱熹的形上学：解释性的而非基础主义的 （页面存档备份，存于）。
- 黃俊傑：朱子對中國歷史的解釋 （页面存档备份，存于）。
- 黄俊杰：论经典诠释与哲学建构之关系——以朱子对〈四书〉的解释为中心 （页面存档备份，存于）。
- 李明辉：朱子对“道心”、“人心”的诠释 （页面存档备份，存于）。
- 林維杰：朱熹經典詮釋中的工夫論 （页面存档备份，存于）。
- 林維杰：知行與經權──朱熹哲學的詮釋學模式分析 （页面存档备份，存于）。
- 林維杰：朱熹哲學中的經典詮釋與修養工夫 （页面存档备份，存于）。
- 林維杰：萬物之理與文章之理——朱熹哲學中形而上學與詮釋學之關聯。
- 林維杰：知人論世與以意逆志──朱熹對〈孟子·萬章〉篇兩項原則的詮釋學解釋 （页面存档备份，存于）。
- 林維杰：朱熹與西方詮釋學的對比研究 （页面存档备份，存于）。
- 林維杰：朱熹理氣論與萊布尼茲的自然神學。
- 吳震：论朱子仁学思想 （页面存档备份，存于）。
- 吴震：格物诚意不是两事——关于朱熹工夫论思想的若干问题 （页面存档备份，存于）。
- 吳震：从政治文化角度看道学工夫论之特色——有关朱熹工夫论思想的一项新了解 （页面存档备份，存于）。
- 吳震：略论朱熹“敬论” （页面存档备份，存于）。
- 吳震：鬼神以祭祀而言——关于朱子鬼神观的若干问题 （页面存档备份，存于）。
- 吳震：宋代政治思想史上的“皇极”解释——以朱熹〈皇极辨〉为中心 （页面存档备份，存于）。
- 勞悅強：從〈論語〉〈唯女子與小人為難養章〉論朱熹的詮釋學 （页面存档备份，存于）。
- 邵東方：朱子讀書解經之詮釋學分析 （页面存档备份，存于）。
- 陳芳妹：「與三代同風」：朱熹對東亞文化意象的形塑 （页面存档备份，存于）。
- 佐野公治：四書學之成立——朱子的經書學構造 （页面存档备份，存于）。
- 卜永堅：元明清時期婺源縣朱熹崇拜的建構 （页面存档备份，存于）。

## 相關項目
- 儒學
- 理學
- 閩學
- 周敦頤
- 鵝湖之會
- 湖湘文化
- 嶽麓書院
- 白鹿洞書院
- 朱高正